# Кафедральний собор Касперівської ікони Божої матері
Кафедральний собор Касперівської ікони Божої матері — православний собор у Миколаєві. Розташований на розі Садової вулиці та Центрального проспекту. Належить Миколаївській єпархії ПЦУ.

## Історія

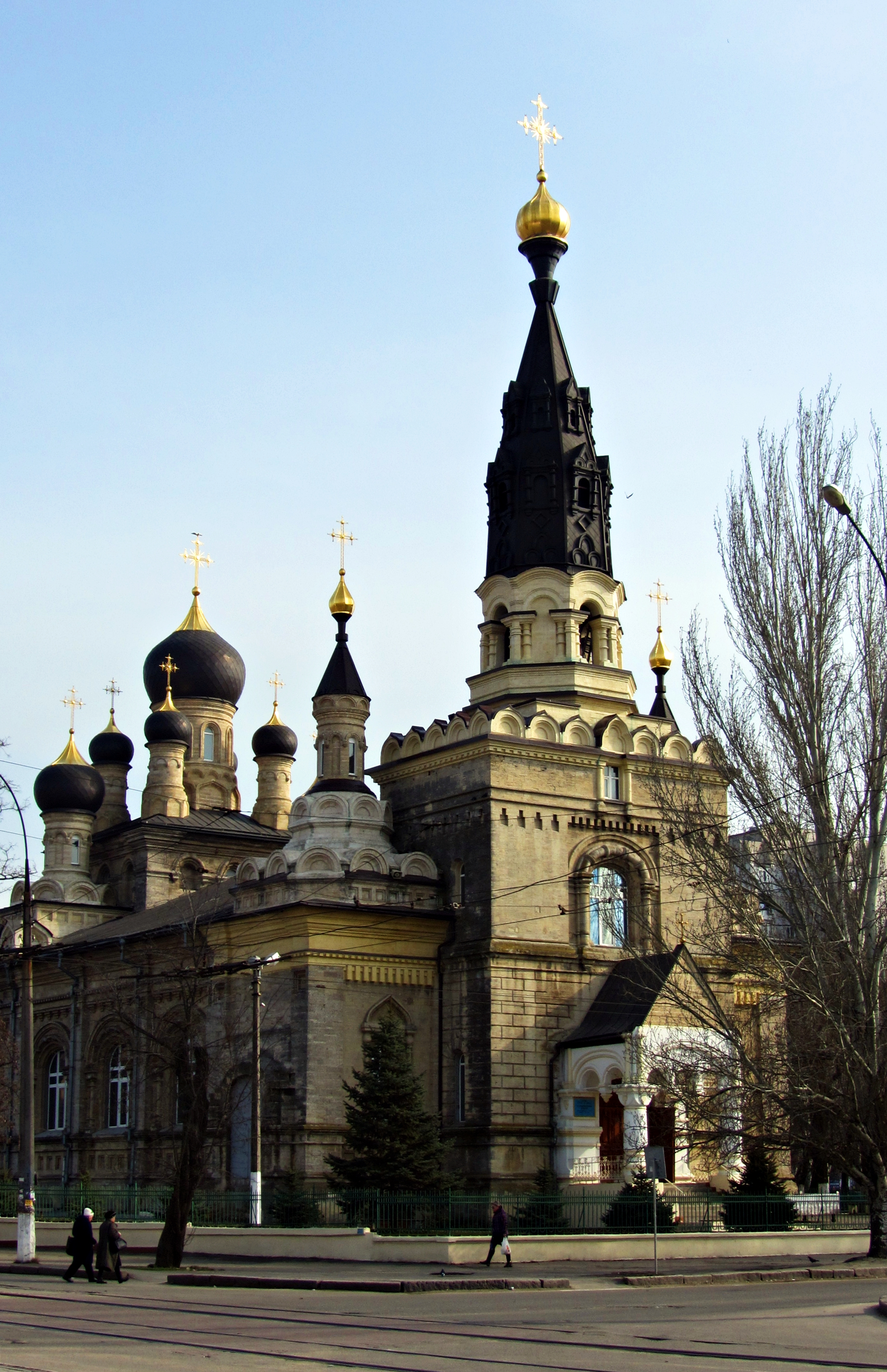

Храм присвячений одній з найшанованіших чудотворних ікон ─ Касперівській іконі Божої Матері, яка з 1853 по 1918 роки щорічно урочисто прибувала до Миколаєва хресною ходою і протягом місяця (з 1 липня по 1 серпня) перебувала у різних храмах міста. Мешканці Миколаєва вірили, що саме ця ікона врятувала місто від нападу ворогів у період Кримської війни 1853—1856 років.
На згадку про ці події у 1855 році благочинний єпархіальних церков м. Миколаєва протоієрей І. Станіславський звернувся до Миколаївського військового губернатора М. Б. Берха з клопотанням: 
|  | ...в подяку в ім'я порятунку Миколаєва від ворогів збудувати у південно-східній частині міста храм в ім'я Всемилостивого Спаса з двома вівтарями в ім'я Пресвятої Богородиці Касперовської |

1 червня того ж року військовий губернатор дав доручення Миколаївській міській думі обрати місце для храму та дозволити збирання пожертв серед міських жителів для цієї мети.
Як і всі храми до революції, церква будувалася за народні гроші. Передплата збору коштів відкривалася кілька разів. Є думка, що це сталося тому, що на той момент у місті будувалося одночасно декілька церков: Свято-Духівська, Олександра Невського, Симеоно-Агрипінська церква та Католицький собор Святого Йосипа.
Тільки 1872 року вдалося зібрати необхідну суму. Тоді ж Міська дума передала частину міської землі без жодного викупу на користь міста безоплатно, але за умови, що криниця, що там знаходиться, буде справною, а доступ до неї для всіх бажаючих користуватися водою – вільним.
Будівля зводилася за проектом архітектора Федора Івановича Еппінгера, будівництво велося під керівництвом архітектора Євгена Антоновича Штукенберга. 
Вже до осені 1904 року стіни вже були готові. Майстри приступили до карнизів та куполів. Незабаром через відсутність грошей будівництво знову заморозили. Щоб уникнути руйнування стін, над спорудою зробили тимчасовий дах. З того часу роботи зупиняли ще кілька разів. Але влітку 1908 року Міська Дума вирішила передати храму 8000 рублів.
28 грудня 1908 року освятили головний боковий вівтар церкви. 
У 1915 році звели дзвіницю, зробили бічні двері, проведено оздоблювальні роботи в основному приміщенні. До 1917-го року встановили огорожу, облаштували двір, упорядкували нижній поверх церкви. Роботи було закінчено.
1934 року за рішенням Одеського облвиконкому церкву передали заводу імені 61-го комунара під клуб. В лютому 1930 року дзвони відправили на переплавку, куполи та верхню частину дзвіниці знесли, зробивши дах рівним, фрески та розписи знищили, а на місці вівтаря встановили сцену.
У період окупації міста військами нацистської Німеччини на кілька років богослужіння у Касперівському храмі відновилося. Священики служили там кілька років після звільнення міста. Але 27 січня 1949 року Миколаївський облвиконком своїм рішенням повернув храм суднобудівному заводу. Тут знову відкрили молодіжний клуб, а згодом – кінотеатр.
Друге народження храму пов'язують із початком 1990-х років. Тоді храми почали повертати релігійним громадам. Це торкнулося і Кафедрального собору Касперівської ікони Божої Матері. Собор передали до Української православної церкви Київського Патріархату. 1993 року сюди прибув єпископ Миколаївський та Херсонський Володимир, керуючий Миколаївською єпархією УПЦ КП. З цього часу розпочалася нова сторінка життя храму.
Відновлення церкви починалося без грошей, благодійників та з мінімумом парафіян. Згодом віруючих ставало більше, з'явилися і благодійники. Таким чином відновили зруйновані вежі, куполи, дзвіницю. Найважчий дзвін важить дві тонни. У храмі встановили центральний іконостас, металопластикові вікна та дубові двері, провели низку косметичних робіт. Відновлення храму тривало і невдовзі з'явилися позолочені, вкриті сусальним золотом, хрести — зменшена копія тих, що на Свято-Успенському соборі в Києво-Печерській Лаврі.

## Будівля
У 1994—2004 роках реконструювалася зовнішня частина собору.
Архітектура Кафедрального собору Касперівської ікони Божої Матері цікава тим, що поєднує кілька стилів: задня частина церкви нагадує споруду в псевдоруському стилі, з тонкими шийками веж і ширшими маківками куполів. Передня ж нагадує готичний стиль із його стрімкістю та вертикальністю.
Будівля представляє з себе витягнутий прямокутник завдовжки 40 метрів і шириною 20 метрів, зорієнтований, згідно з православною традицією, по лінії захід-схід. Із західного боку над входом надбудовано дзвіницю, від цоколя храму до верхівки хреста – 47 метрів. Над східною частиною надбудовано середокрестя, яке вінчає купол на високому барабані. Навколо нього розташовані шість декоративних главок. Всі вони виконані у традиційній для російської архітектури формі цибулини.
Згідно з православним каноном, сім куполів на храмі символізують сім церковних обрядів. Усередині храму — велика молитовна зала, величезні вікна роблять приміщення просторим. Над входом розташовані хори у вигляді балкона, що спирається на дві колони.